# Рудь Петро Гаврилович
Петро Гаврилович Рудь (3 серпня (15 серпня) 1896, Олександрія Катеринославської губернії — 15 листопада 1937, СРСР) — співробітник ЧК-ОГПУ-НКВД СРСР, комісар державної безпеки 3-го рангу (1935). Начальник Управління НКВС по Татарській АРСР.

## Ранні роки
Народився в родині покрівельника. Рахівник у приватній фірмі Аркіна в Олександрії з грудня 1911 по вересень 1916, рахівник в конторі і на чавуноливарному заводі братів Гурвич в Олександрії з вересня 1916 по травень 1918. Член РСДРП(б) з листопада 1917 (меншовик в 1916) Під час німецької окупації, петлюрівщини і денікінщини на підпільній роботі в Олександрії з липня 1918 по січень 1919. Секретар Олександрійської міськради профспілок з лютого по липень 1919 року, знову на підпільній роботі в Олександрії та Харкові з липня по листопад 1919.

## ВЧК-ОГПУ-НКВД
У 1919–1920 в Харківській губернській ЧК. У 1920–1922 уповноважений з агентури Особливого відділу ВЧК 13-й армії, Бердянського укріпрайону, заступник начальника польового Особливого відділу ВЧК 13-й армії, морського Особливого відділу ВЧК в Новоросійську, інспектор оргвідділу Особливого відділу ВЧК 9-ї армії, заступник начальника, начальник оргвідділу Особливого відділу ВЧК-ГПУ Північно-Кавказького військового округу.
У 1922–1923 начальник контррозвідувального відділу Повноважного представництва ГПУ по Південному Сходу, помічник начальника Секретно-оперативної частини Повноважного представництва ГПУ-ОГПУ по Південному Сходу, тимчасовий виконувач обов'язків начальника Секретно-оперативної частини Повноважного представництва ОДПУ по Південному Сходу. У 1923–1925 заступник начальника Особливого відділу ОДПУ Північно-Кавказького військового округу. У 1925–1926 заступник начальника Секретно-оперативної частини Повноважного представництва ОДПУ по Північно-Кавказькому краю. У 1926–1927 тимчасовий виконувач обов'язків начальника Секретно-оперативного управління Повноважного представництва ОДПУ по Північно-Кавказькому краю.
У 1927–1928 помічник повноважного представника ОГПУ при РНК СРСР по Північно-Кавказькому краю. У 1927–1929 начальник Донського окрвідділу ГПУ. У 1929–1931 заступник повноважного представника ОГПУ при РНК СРСР по Північно-Кавказькому краю. У 1931–1933 повноважний представник ОГПУ при РНК СРСР по Нижньо-Волзькому краю. У 1933–1934 начальник Дніпропетровського облвідділу ГПУ, заступник голови переселенського комітету при ЦВК СРСР, повноважний представник ОГПУ при РНК СРСР по Азово-Чорноморському краю. У 1934–1936 начальник Управління НКВС по Азово-Чорноморському краю. У 1936–1937 начальник Управління НКВС по Татарській АРСР. У 1937 народний комісар внутрішніх справ Татарської АРСР.
Заарештований 26 червня 1937. Засуджений в особливому порядку за списком, затвердженим Сталіним і розстріляний 15 листопада 1937.